# Олаус Петрі
Олаус Петрі (лат. Olaus/Olavus Petri, швед. Olof Pettersson; 6 січня 1493, Еребру — 19 квітня 1552, Стокгольм) — діяч шведської Реформації та письменник. Брат Лаурентіуса Петрі Неріціуса.

## Життєпис
Народився в сім'ї коваля. Навчався в Уппсальському університеті, потім в Лейпцигу. У 1516—1518 роках навчався в Віттенберзькому університеті. Під час перебування в Німеччині Петрі познайомився з чільними діячами Реформації Філіппом Меланхтоном і Мартіном Лютером, ставши послідовником їх ідей.
У 1519 році разом з братом повернувся на батьківщину і разом з ним почав проповідувати ідеї Реформації в дусі лютеранства. У 1520 році отримав сан диякона в Стренгнесі. У цьому ж році вирушив до Стокгольма на коронування данського короля Кристіана II, який, розбивши війська регента Швеції Стена Стуре, захопив Стокгольм. Під час подій Стокгольмської кривавої лазні 8-9 листопада 1520 р. ледь не загинув, але був врятований німцем, з яким він познайомився ще у Віттенберзі, що представив його своїм одноплемінником.
1523 року на престол зійшов новий король Густав I Ваза. Роком пізніше Петрі при заступництві Густава I був призначений секретарем Стокгольма та отримав право проповідувати в головній церкві Стокгольма.
Бувши священником, він активно проповідував ідеї Реформації, різко висловлювався стосовно Католицької церкви. У жовтні 1524 р. він та його брат були відлучені від церкви через єресі, проте це не змінило погляди Петрі — адже він мав сильного прихильника в особі короля Швеції. 1525 року він одружився і вперше став вести меси шведською мовою. Петрі поширював нові ідеї не тільки проповідями, але і книгами: був один з учасників перекладу шведською мовою Нового Заповіту (1526), видав книгу протестантських псалмів «Шведські пісні» (1530), був автором історичної праці «Шведська хроніка» («Sver cronika») (крит. вид. Клемінга, 1860 р.), складена на підставі стародавніх джерел, і першого драматичного твору шведською мовою — «Комедія про Товії» (1550).
1531 року, не без впливу братів Петрі, король проголосив Швецію лютеранською країною. У цьому ж році Петрі зайняв пост королівського канцлера, на якому прослужив до 1533 року. У 1539 р. прийняв став пастором. Але через кілька місяців відносини Петрі та короля погіршилися. Викликавши проти себе невдоволення короля запереченнями проти передачі церковного майна на світські цілі, Петрі за недонесення про складену проти короля змову, про яку йому було повідомлено на сповіді, 2 січня 1540 р. був засуджений судом до страти, але був помилуваний. Смертна кара була замінена грошовим штрафом. Згодом відбулося його примирення з королем.
1542 року Петрі став інспектором стокгольмських шкіл, а в 1543 — дияконом у церкві Святого Миколая в Стокгольмі, де він був похований по смерті.
1898 року біля кафедрального собору Стокгольму було встановлено монумент Олаусу Петрі. На честь Олауса Петрі названі камерний хор і церква в Стокгольмі (швед. Olaus Petri kyrka), церква та школа в Еребру (швед. Olaus Petriskolan).
Олаус Петрі — головний герой п'єси А. Стріндберга «Местер Улуф».